# Tervola
Tervola is een gemeente in het Finse landschap Lapland. De gemeente heeft een totale oppervlakte van 1.559,71 km² en telt 2.863 inwoners (2022).

## Geboren
- Juhani Himanka (1956), voetballer